# Монболо
Монболо (фр. Montbolo, кат. Montboló) — коммуна в департаменте Восточные Пиренеи на юге Франции .

## География
Монболо находится в кантоне Ле Канигу и в округе Серет.

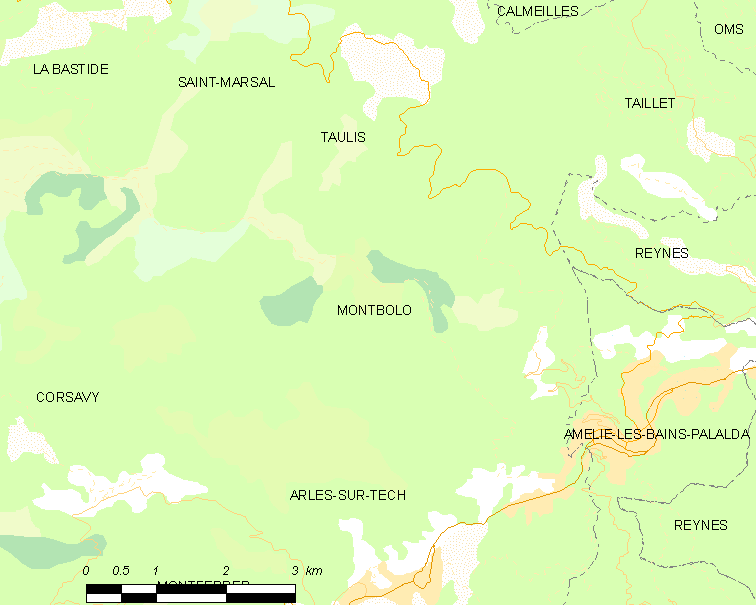
Карта Монболо и окружающих его коммун

В Монболо когда-то существовали шахты по добыче гипса, из которого делали штукатурку, а также лютита и доломита. 20 марта 1886 г. в гипсовом карьере в Монтболо произошел оползень, который унёс жизни трёх рабочих.
Церковь Святого Андрея в Монболо была построена в XII веке, а затем модифицирована в XIII, XIV и XVII веках. В конце XIX века начались работы по капитальному ремонту церкви, но новая крыша была полностью разрушена после шторма в январе 1900 года Относительно недавно был произведен новый ремонт, в ходе которого был реконструирован портал, но при этом разрушены некоторые из старых элементов.
В Монболо есть два дольмена: «Могила Роланда» (кат. Caixa de Rotllan) на границе города с Арль-сюр-Тек, и Форментера.

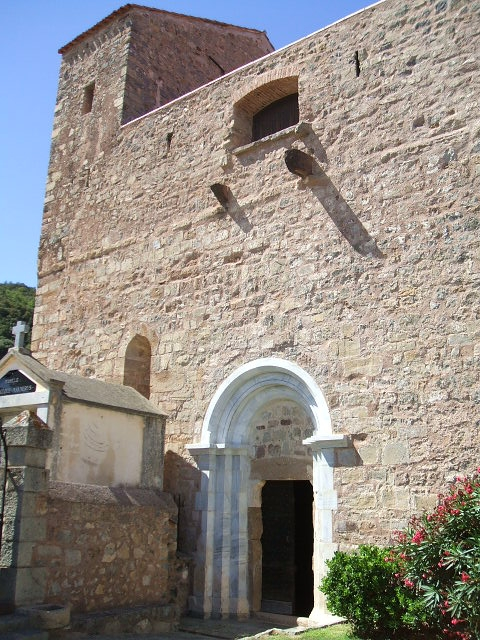
Церковь святого Андрея
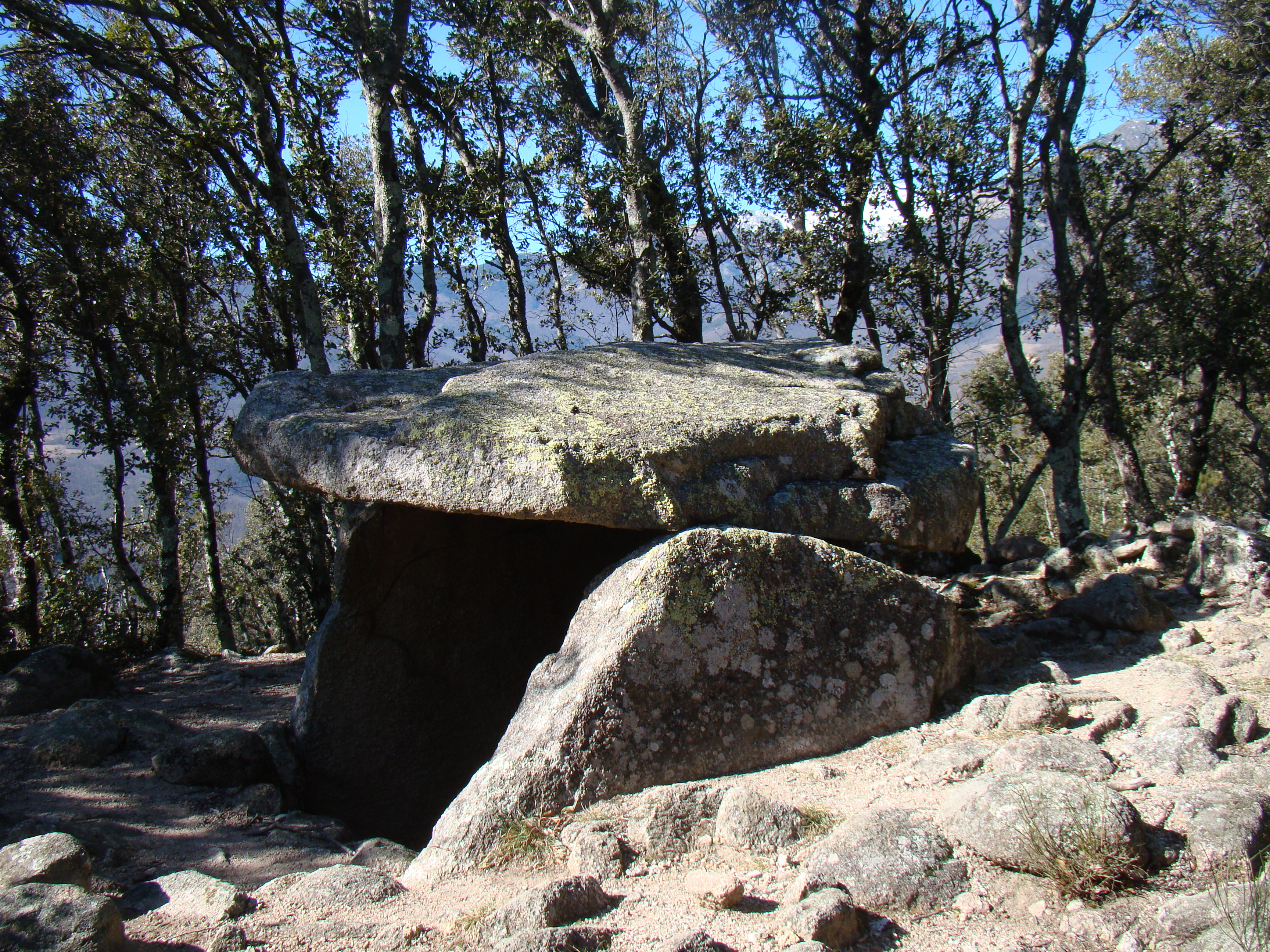
Дольмен Caixa de Rotllan